# De getikte struisvogel
De getikte struisvogel is het 66ste album uit de reeks van De avonturen van Urbanus en verscheen in 1997 voor het eerst in België.
In deze parodie op 'Animal Farm' worden de dieren op de jaarmarkt in Tollembeek opeens superintelligent door een combinatie van rotte eieren en vermicelli. De dieren nemen onmiddellijk de macht over om de mensen te onderdrukken. Als ook de huisdieren van Cesar en Eufrazie de rollen willen omdraaien, wordt de paniek compleet. Urbanus en zijn familie gaan de strijd met de dieren aan.